# Идьякес, Иньиго
Иньиго Идьякес Баркьястеги (баск. Iñigo Idiakez Barkaiztegi; род. 8 ноября 1973, Сан-Себастьян, Страна Басков) — испанский футболист баскского происхождения, выступавший на позиции полузащитника; тренер.
Известен по выступлениям за клуб «Реал Сосьедад», в котором провёл 13 лет и отыграл 10 сезонов за первую команду. В 2003 году в возрасте 30 лет перебрался в Англию, где выступал за три клуба Чемпионшипа, в основном за «Дерби Каунти».

## Карьера

### Клубная
Родился в городе Сан-Себастьян автономного сообщества Страна Басков. В 1989 году начинал заниматься футболом в молодёжной академии клуба «Реал Сосьедад». Во взрослом футболе дебютировал в составе «Реал Сосьедад B», за который выступал со своим старшим братом Иманолем. К первому составу стал привлекаться Джоном Тошаком, дебютировал за клуб в день своего рождения, 8 ноября 1992 года, в матче Примеры против «Кадиса» выйдя на замену на 81 минуте вместо Осеану, но игроком основного состава стал только в сезоне 1994/95 отыграв два сезона за вторую команду в Сегунде B. Впоследствии отыграл провёл за «бело-голубых» 8 сезонов в Примере, приняв участие примерно в 300 матчей, на протяжении всей своей карьеры в клубе в основном выходил на замену.
После окончания сезона 2001/02 покинул клуб и подписал контракт с клубом «Реал Овьедо», который только что вылетел в Сегунду и находился в глубоком финансовом кризисе. Провёл в клубе один год, отыграв в 33 матчах и забив 4 гола, и не смог помочь клубу сохранить место в Сегунде.
Перед сезоном сезоном 2003/04 подписал контракт с клубом «Райо Вальекано», и снова клуб не смог удержаться в Сегунде. Всего за клуб провёл 30 матчей и забил 5 голов.
Летом 2004 года по приглашению тренера Джорджа Берли присоединяется к клубу «Дерби Каунти», выступавшему в Чемпионшипе. Дебютировал в составе 7 августа 2004 года в матче против «Лидс Юнайтед». Первый гол забил через неделю в победном матче против «Ипсвич Таун», который закончился со счётом 3:2. Иньиго очень быстро приспособился к жизни в Англии, помог клубу занять 4 место и был признан лучшим игроком в составе «Дерби», единственным разочарованием являлось то, что клуб не смог добиться повышения в стадии плей-офф. Сезон 2005/06 складывался для клуба менее удачно, под руководством Фила Брауна и позднее Терри Уэстли клуб смог занять только 20 место. Несмотря на положение клуба, Идьякес был лучшим в составе клуба и забил за сезон 11 голов. Всего за клуб провёл 88 матчей и забил 20 голов.
Первые пять матчей сезона 2006/07 провёл за «баранов» и был продан за 275 тысяч £ клубу «Саутгемптон», который тренировал уже известный ему по совместной работе Джордж Берли. Дебютировал в составе святых 9 сентября 2006 года в матче против «Ипсвич Таун». Первый гол забил в ворота «Лестер Сити» 14 октября 2006 года. В марте 2007 года отправлен в аренду до конца сезона в «КПР», но провёл за клуб всего пять матчей и забил один гол, в ворота «Лестер Сити», был возвращен обратно в «Саутгемптон» спустя месяц.
На протяжении всей карьеры за святых Иньиго преследовали травмы. Когда он был здоров, его игра уже не была столь хороша, как в прежние годы. Доиграв сезон 2007/08 за «Саутгемптон» под руководством Найджела Пирсона, покинул клуб.
Позднее пробовал свои силы на просмотре в «Борнмуте» и «Сан-Хосе Эртквейкс», но контракт ему не был предложен.

### Международная
Выступал за молодёжную сборную Испании на чемпионате Европы 1996 года, где «красная фурия» уступила в финале итальянцам. Также принимал участие в составе олимпийской сборной на Олимпийских играх 1996 года, проходивших в американском городе Атланта.
Провёл четыре матча в составе сборной Басконии и забил 2 гола.

### Тренерская
После завершения игровой карьеры тренировал клубы низших лиг Испании. В 2012 году стал помощником Джорджа Берли в кипрском «Аполлоне». В декабре 2013 года стал тренером академии «Лестера».

## Достижения
- Серебряный призёр Чемпионата Европы среди молодёжных команд: 1 (1996)